# El Aouinet
El Aouinet là một đô thị thuộc tỉnh Tébessa, Algérie. Dân số thời điểm năm 2002 là 19.385 người.